# Рис (митология)
Вижте пояснителната страница за други значения на Рис.
Подобно на останалите диви животни, с които се сблъсква човекът, така и рисът влиза във вярванията и митологиите на хората, живеещи в районите на неговото местообитание. Тези вярвания се отнасят най-вече до физиологичните качества на риса (главно зрението му) и начина му на живот (потайност, нападения от засада, самостоятелност).

## В митологията наДревна Гърция
В древногръцката митология е известен героят Линкей (Lynkeus), чието име идва от думата рис (на гръцки: λύγκας), надарен с извънредно остро зрение – според мита, той можел да вижда под водата, под земята и през скалите. Според гръцката митология, скитския цар Линк (Линкос, Линх, Lynchos) се опитва да убие Триптолем, промъквайки се нощем към ложето му (подобно на рисовете), заради което е превърнат от богинята Деметра в рис. Рисът е и едно от животните, които са в свитата на необуздания бог Дионис, като понякога се изобразява и като впрегатно животно в колесницата на Дионис, теглена от котки (пантери, лъвове).

## Скандинавска митология
В скандинавската митология, рисът също е изобразяван като впрегатно животно, този път в колесницата на богинята Фрейя, теглена по принцип от котки; самата богиня също е отъждествявана с това животно.

## Келтска митология
В келтската митология рисът се свързва с името на бог Луг, познат както сред континенталните, така и сред островните келти. Самото животно не съществува в келтските легенди, но името му е точен омоним на името на Луг в ирландския език (lug; в генитив: loga). Въпреки че рисовете вероятно не са обитавали Ирландия надписите, съдържащи тази дума се появяват на острова. Някои автори смятат, че имената в надписите съдържащи „lug“ могат да се тълкуват не толкова като „приближен на [бог] Луг“, а по-скоро като „подобен на рис“, „рисова ярост“ и т.н., тъй като в средноирландски текстове думата „lug“ (рис) се използва освен като обозначаваща скъпа кожа, така и като метафора за воин.

## Славянски митологии
В руския фолклор е познат мотивът за Арис-поле (на руски: Арысь-поле) любяща съпруга-майка, превърната от зла магьосница в рис. Според него младата жена три нощи приема човешка същност и кърми детето си, през останалото време е рис, криещ се вдън горите. Според русите, един от най-старите начини да бъде успокоено плачещо нощем дете е с него да бъде обиколено огнището и на въпроса: „Какво носиш?“, носещият детето да отговори: „Рис, вълк и спящ заек“, което визира смелостта на риса, осмеляващ се да напада дори мечки, и пожеланието тази смелост да бъде пренесена върху детето.
Вярването за силата на зрението на риса се открива и в съвременното наименование на вида в някои славянски езици, където е известен като „Ostrovid“ („Островид“, с остро зрение): чешки и словашки.

## Средновековие
Според средновековните вярвания, явно наследени от античността, на погледа на риса се приписва способността да „пробива стени и укрепления“ (т.е. да вижда през стените), както и да „долавя по изображенията отраженията на скрити предмети“. Именно вярването, свързано със силното зрение на риса, дава името на съзвездието Рис, открито от Ян Хевелий, според когото звездите в тази част на небето са толкова малки, че е нужно зрение на рис, за да бъдат забелязани.
Алегорично, вярването в остротата на зрението на риса, влиза в наименованието на т. нар. Академия на рисооките в Рим, използвано в смисъл на всеобхватния взор на науката.

## Християнство
В символиката на християнските вярвания, рисът обозначава бдителността на Иисус Христос.

## В българските вярвания
В българските вярвания рисът е приеман за лош дух, причиняващ големи вреди. Той е неуловим – никаква хайка не може да го улови; може да бъде прогонен с магии.

## Рисът и скъпоценните камъни
В античността и средновековието се вярва в съществуването на т. нар. Лапис Линкуриус (на латински: Lapis lyncurius, Рисов камък), скъпоценен камък, който представлява вкаменената урина на риса, наричана от своя страна Линкуриам (на латински: lyncuriam, Рисова вода). Вярва се, че рисът зарива урината си било за да се вкамени по-бързо, било заради вроденото си нежелание хората да се сдобият с този камък. За това споменават още Овидий и Теофраст; смята се, че този камък е кехлибарът или карбункул (с това име в древността и средновековието са наричани скъпоценните камъни с червен цвят – основно гранати и рубини)

## Рисът в хералдиката
В хералдиката рисът се явява едно от хералдическите животни, като отново символизира главно острота на зрението; символизира също потайност, коварство, бдителност. Неговият образ може да се види в гербовете на градовете Псков, Гомел и мн. др.